# Униформа и военная символика Морской пехоты Аргентины

## Знаки на головные уборы
Морская пехота Аргентины (исп. Infantería de Marina de la República Argentina) (далее — IMARA), являясь часть ВМС Аргентины, не использует свою официальную эмблему в качестве знака на головной убор. Вместо этого, в качестве знака на головной убор для не офицерского состава, используется эмблема ВМС Аргентины, вышитая на синем овале (на красном для музыкантов корпуса). Офицеры IMARA используют стандартную офицерскую кокарду ВМС Аргентины.

## Нагрудные знаки

### Знаки по принадлежности к Морской пехоте
Официальная эмблема IMARA используется в качестве нагрудного знака для офицеров корпуса. Знак представляет собой герб Аргентинской Республики, наложенный на якорь, перевитый канатом, и скрещённые пушки. Пушки, в этом случае, символизируют происхождение IMARA от частей морской артиллерии, которые являются предшественниками современного корпуса. Знак носится справа на груди выше всех остальных знаков.

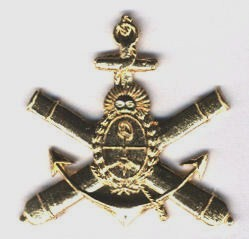
Офицерский знак IMARA, первый выпуск
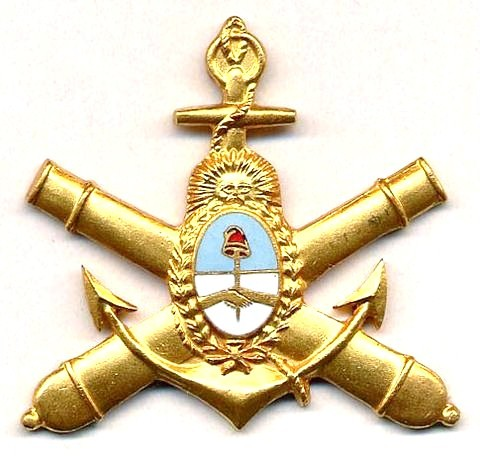
Офицерский знак IMARA, второй выпуск
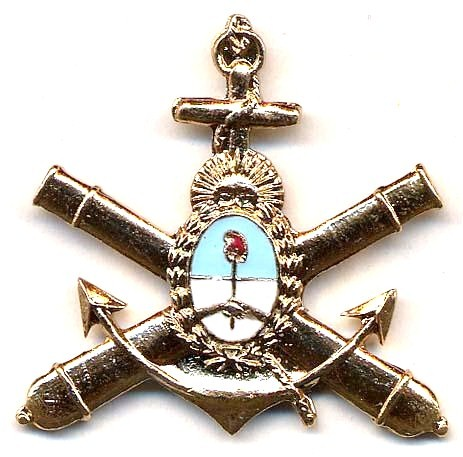
Офицерский знак IMARA, третий выпуск

### Прочие знаки
Военнослужащие IMARA, проходившие службу в Антарктических условиях, награждаются специальным нагрудным знаком, общим для ВМС и Морской пехоты Аргентины. Знак представляет собой изображение летящей чайки на фоне корабельного штурвала, в центре которого изображена карта территории в Антарктиде, на которую претендует Аргентина.

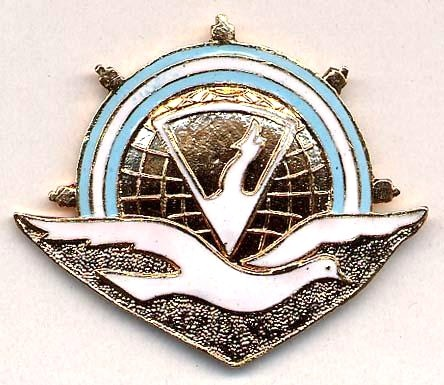
Знак за службу в Антарктике

## Знаки различия военнослужащих Морской пехоты Аргентины
Офицеры и матросы морской пехоты Аргентины используют морские знаки различия.

## Нарукавные нашивки

### Нашивки по принадлежности к Морской пехоте

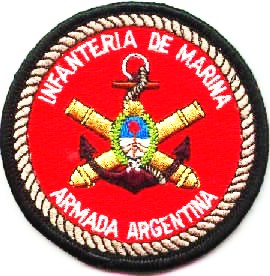
На правый рукав